# 林川趙氏
林川趙氏（イムチョンジョし、朝鮮語: 임천조씨）は、朝鮮の氏族の一つ。本貫は忠清南道扶餘郡である。2015年の調査では、14,258人である。
始祖は中国宋朝の趙匡胤の孫の趙惟吉の五男の趙守康である。趙守康は宋朝で文科及第し、西頭供奉官を務めていたが、979年に趙徳昭の怒りを買い、叔父の趙惟固と共に高麗に亡命し、名前を趙天赫に改名した。
趙天赫は顕宗時代に契丹を撃破した功績として嘉林伯に封じられ、林川趙氏を創始した。

## 集姓村
- 京畿道坡州市広灘面龍尾里
- 慶尚南道山清郡生比良面道里
- 全羅北道益山市咸羅面咸悦里
- 忠清南道洪城郡洪東面新基里
- 忠清南道礼山郡挿橋邑水村里
- 忠清南道扶余郡世道面花樹里
- 忠清南道論山市陽村面石西里
- 忠清北道鎮川郡草坪面龍山里
- 忠清北道槐山郡沼寿面[2]